# تپه قبر محمد مراد
تپه قبر محمد مراد مربوط به عصر مفرغ - عصر آهن - دوره اشکانیان است و در شهرستان کوهدشت، بخش کونانی، دهستان زیر تنگ، بخش جنوبی روستای قبر محمد مراد واقع شده و این اثر در تاریخ ۲۸ اسفند ۱۳۸۵ با شمارهٔ ثبت ۱۸۴۰۹ به‌عنوان یکی از آثار ملی ایران به ثبت رسیده است.